# Doit-on le dire ?
Doit-on le dire ? est une comédie en 3 actes d'Eugène Labiche et Alfred Duru créée le 20 décembre 1872 au théâtre du Palais-Royal.

## Argument
Lucie, la nièce de Blanche, femme du marquis de Papaguanos, va épouser Gargaret. Mais elle aime le jeune Albert. Or, Muserolle, le témoin de Gargaret, reconnaît en Blanche sa femme légitime, disparue dix ans auparavant après avoir été convaincue d’infidélité... C'est Gargaret qui avait prévenu Muserolle à l'époque. Muserolle lui rendra-t-il le même service ? Doit-il le dire ?

## Distribution de la création
- Gil-Pérès : Muserolle
- Jules Brasseur : le marquis Inès de Papaguanos
- Hyacinthe : Gargaret
- Priston : Albert Fragil
- Calvin : Dupaillon
- Pellerin : Maître Le Barrois, notaire
- Maillard : Baptiste, domestique
- Rhéal : Jean, domestique
- Ferdinand : Dominique, garçon de magasin
- Julia Baron : Blanche
- Mme Linda : Lucie
- Pauline Denain : Juliette, femme de chambre

## Principales reprises
- Comédie-Française, 1977, mise en scène de Jean-Laurent Cochet, lyrics de Jean Marsan, musiques de Jacques Offenbach, Charles Lecocq, Edmond Audran et Hervé, adaptées par François Rauber et Michel Frantz, musiques  avec Françoise Seigner (Blanche), Jacques Sereys (Muserolle), Paule Noëlle (Lucie), Jacques Eyser (le marquis Inès de Papaganos), Claude Giraud (Gargaret) et Guy Michel (Albert Fragil)[1]. Spectacle repris en 1985 au théâtre Hébertot.